# درازخانه مورلنیک

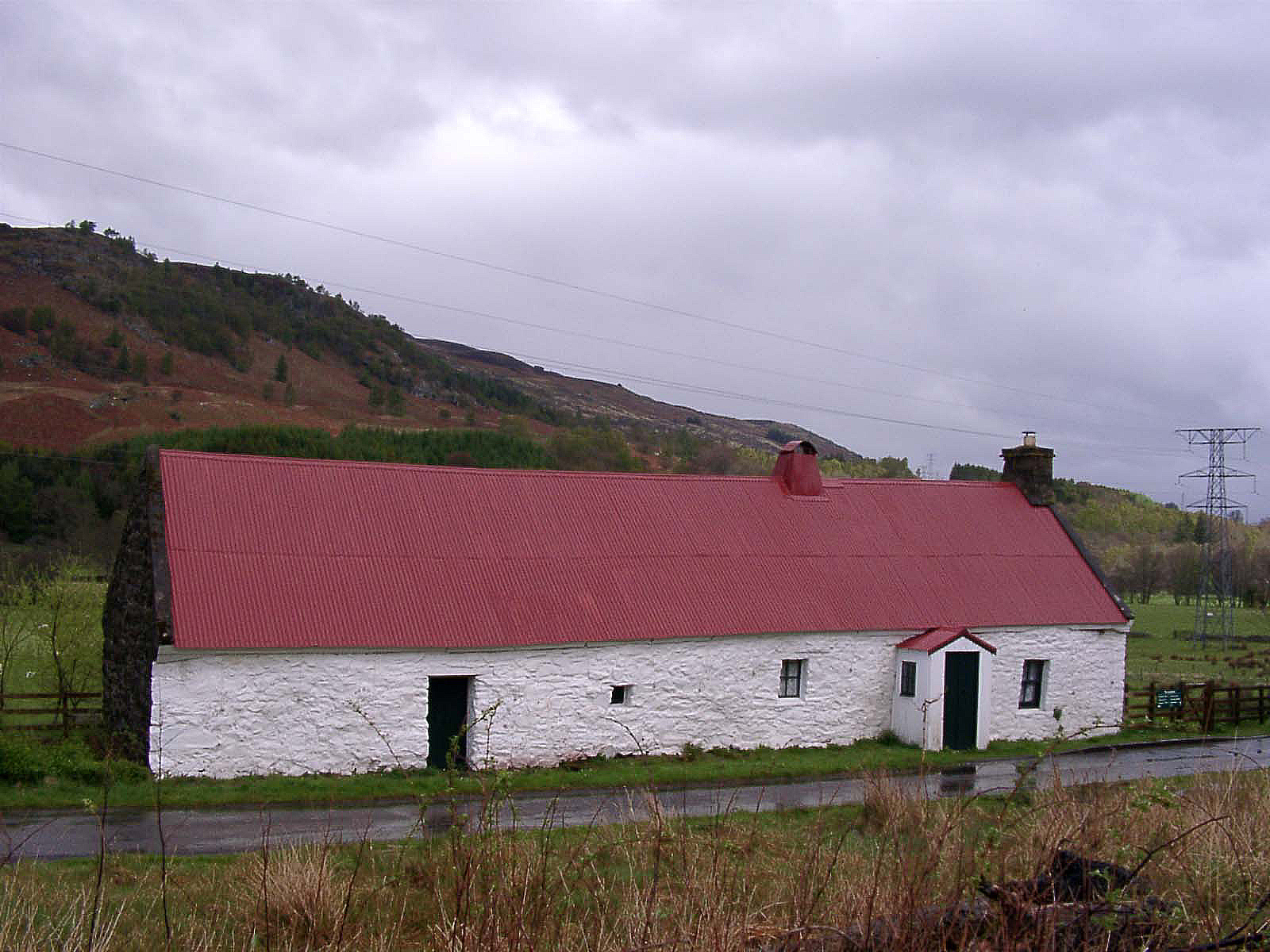

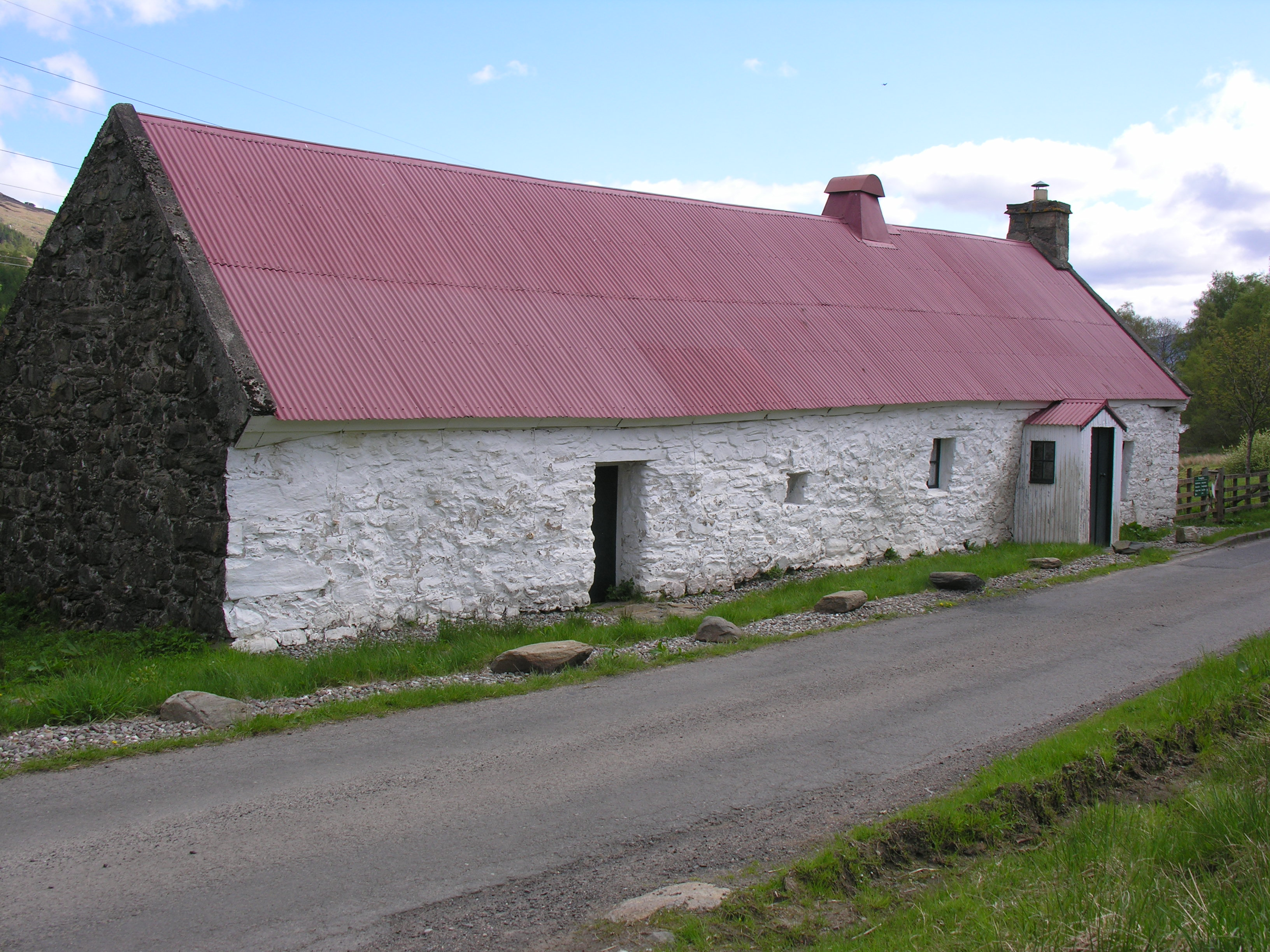

درازخانهٔ مورلَنیک (انگلیسی: Moirlanich Longhouse) نمونهٔ نادری از کلبه‌های اسکاتلندی با سازهٔ قاب کراک است. این خانه در نزدیکی کیلین در شهرستان استیرلینگ اسکاتلند قرار دارد. این خانه در مالکیت صندوق مالی ملی اسکاتلند است و بازدید از آن برای عموم آزاد است.

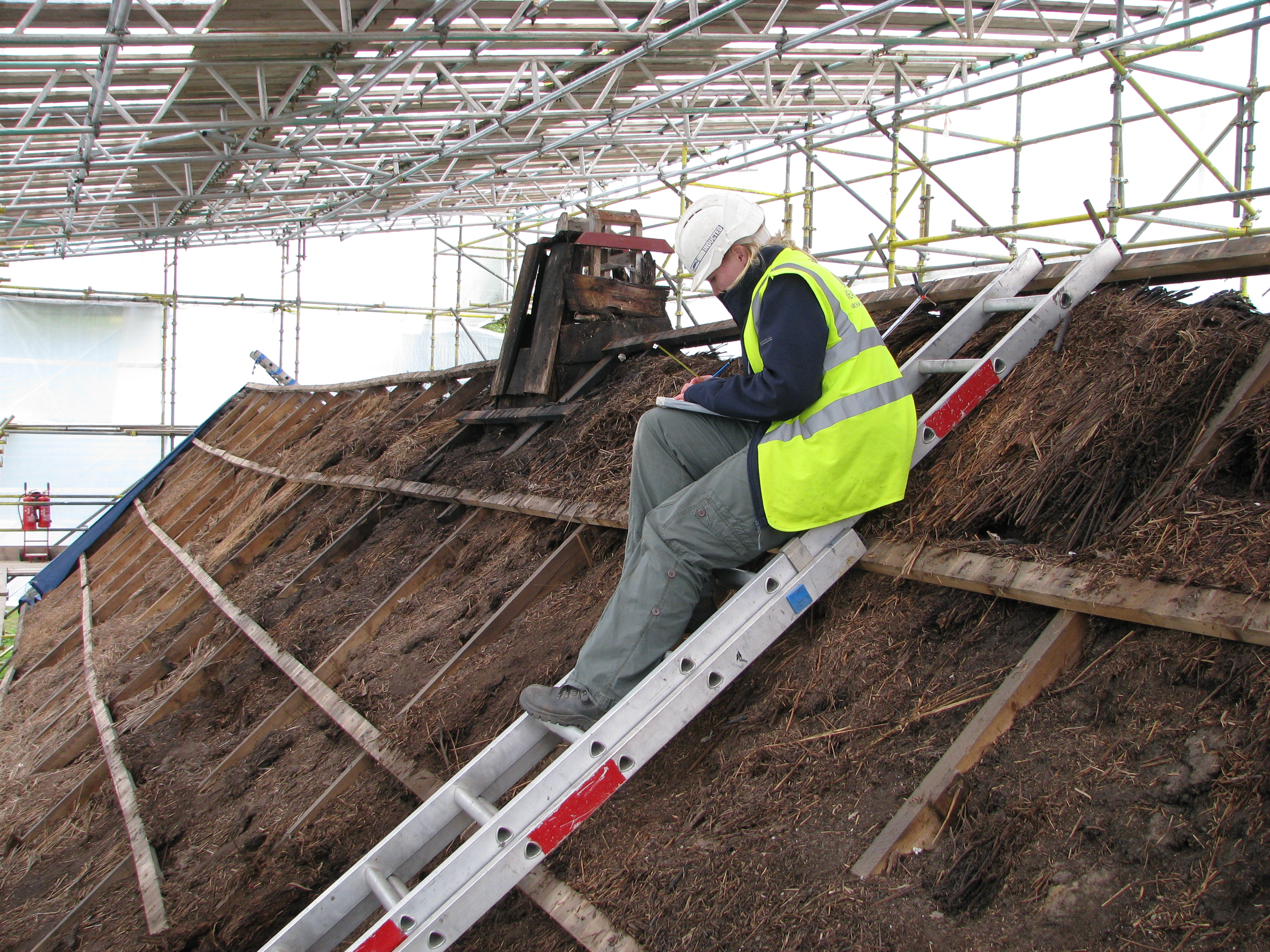

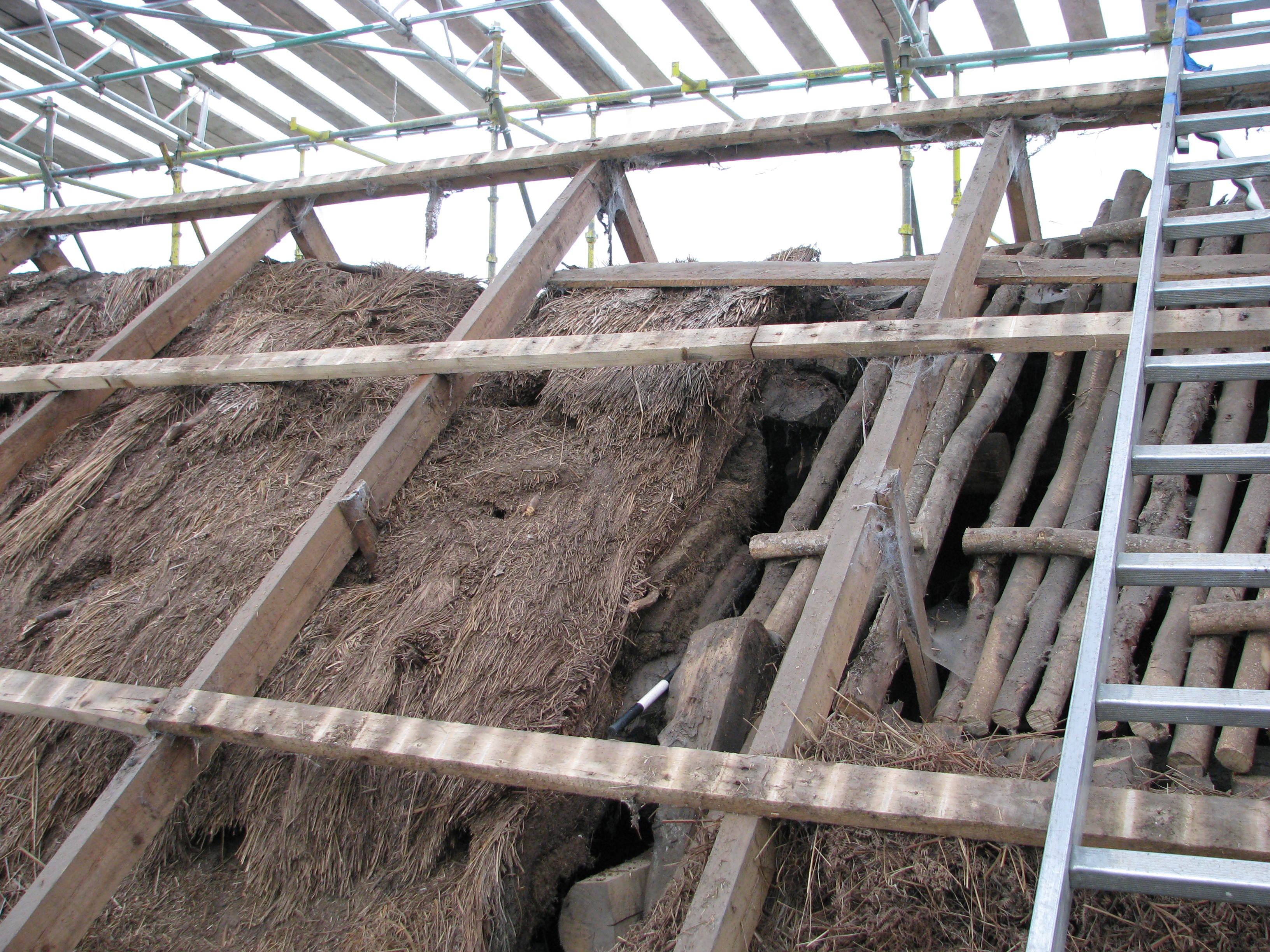